# Alexander de Villa Dei

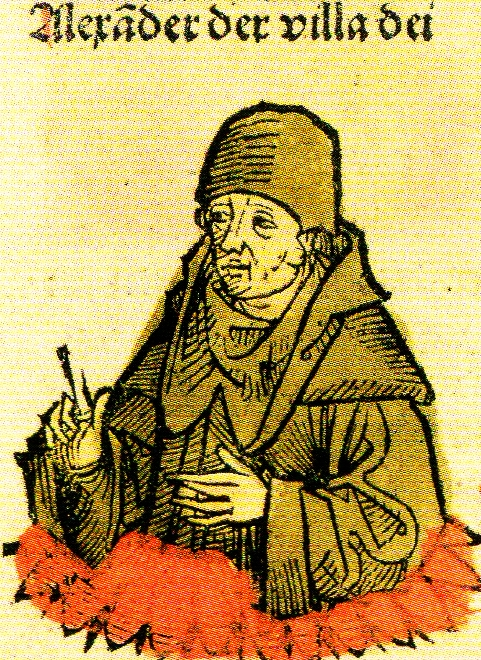
Alexander de Villa Dei in Hartmann Schedels Weltchronik von 1493.

Alexander de Villa Dei (auch Alexander Gallus; * um 1170 in Villedieu-les-Poêles, Normandie; † um 1240) war ein französischer Chorherr und Verfasser einer gereimten Grammatik.

## Leben
Alexander studierte in Paris und lehrte später in Dol-de-Bretagne. Er war Chorherr in Avranches und ist vor allen Dingen als Verfasser eines lateinischen Lehrgedichts, des Doctrinale, bekannt, das er um das Jahr 1200 fertiggestellt hatte. Das in leoninischen Hexametern abgefasste Werk vermittelt (aufbauend auf Donat und Priscian) Grundkenntnisse in lateinischer Grammatik:
1. Regelmäßige Deklination (vv. 29–363)
2. Unregelmäßige Deklination (vv. 364–457)
3. Komparation der Adjektive (vv. 458–498)
4. Die grammatischen Genera (vv. 499–693)
5. Perfekt- und Supinstämme (vv. 694–949)
6. Unvollständige und unregelmäßige Verben (vv. 950–1047)
7. Bildung von Verben durch Affixe (vv. 1048–1073)
8. Rektion der Kasus (vv. 1074–1368)
9. Satzkonstruktion (vv. 1369–1549)
10. Prosodie und Metrik (vv. 1550–2281)
11. Wortakzent (vv. 2282–2360)
12. Rhetorische Figuren (vv. 2361–2641)

Außer dem Doctrinale verfasste Alexander zahlreiche weitere Schriften, u. a. das Ecclesiale (eine Art christliches Gegenstück zu Ovids Fasti) und den Computus ecclesiasticus (der die Berechnung der kirchlichen Feste thematisiert).

## Eintrag in der Schedel’schen Weltchronik von 1493
Alexander de Villa Dei verfügt über einen eigenen, kurzen Eintrag samt Porträt in Hartmann Schedels Weltchronik von 1493, einer Art Enzyklopädie des ausgehenden Mittelalters:
„Alexander de villa dei ein lerer der heilligen schrifft. sant Benedicten (ettlich sagen sant Franciscen) ordens hat diser zeit für die schüler gar ein nützlichs buch geschriben vnd das in drey tayl getaylt. vnd faht sich also an Scribere clericulis etc.“
(Alexander de Villa Dei: ein Lehrer der Heiligen Schrift, gehörte zum Orden der Benediktiner (etliche meinen auch, der Franziskaner), hat zu jener Zeit für die Schüler ein nützliches Buch geschrieben und es in drei Teile geteilt. […])

## Schriften
- Doctrinale : [P. 1 - 4. Mit Komm. von Ludovicus de Guaschis]. [Johann Amerbach], Basel 1486 (Digitalisat)
- Doctrinale (P. 3.4) : Mit Commentum valde utile. Richard Paffraet, Deventer 1495 (Digitalisierte Ausgabe)
- Summarium biblicum - MS-B-202. Nördl. Rheinland [um 1500]. Digitalisat
- Medulla aurea de arte grammatica quattuor partium Alexandri : de mendis incuria ... vocabuloru[m] verissima adaucta. Koelhoff, Colon 1501. Digitalisierte Ausgabe der Universitäts- und Landesbibliothek Düsseldorf
- Doctrinale Alexandri : cum sententiis: notabilibus et vocabulorum lucida expositione: nonnullis annexis argumentis cum eorundem replicis. Hochfedder, Metz ca. 1508. Digitalisierte Ausgabe der Universitäts- und Landesbibliothek Düsseldorf
- Glosa prime partis Alexandri Joannis Synthen. Richard Paffraet, Deventer 15.XII.1490. Digitalisierte Ausgabe der Universitäts- und Landesbibliothek Düsseldorf
- Glosa Joānis Sinthē super secunda parte Alexandri bene emendata. Jakob von Breda, Deventer 31.X.1489. Digitalisierte Ausgabe der Universitäts- und Landesbibliothek Düsseldorf

## Edition
- Dietrich Reichling (Hrsg.): Das Doctrinale des Alexander de Villa-Dei. Kritisch-exegetische Ausgabe mit Einleitung, Verzeichnis der Handschriften und Drucke, nebst Registern. Berlin 1893; Neudruck Leipzig ohne Jahr (= Monumenta Germaniae Paedagogica. Band 12); Nachdruck (der Ausgabe von 1893) Franklin Books, New York 1974 (= Studies in the history of education. Band 11), ISBN 0-8337-2920-9.